# ارين هنت
ارين هنت (بالإنجليزية: Warren Hunt)‏ (2 مارس 1984 ببورتسموث في المملكة المتحدة - ) هو لاعب كرة قدم بريطاني في مركز الهجوم. لعب مع نادي بورتسموث ونادي ليتون أورينت وChichester City F.C. ‏ ونادي فارم تاون وSholing F.C. ‏.

## وصلات خارجية
- ارين هنت على موقع Soccerbase.com (لاعب) (الإنجليزية)